# Uniforme de maréchal d'Empire

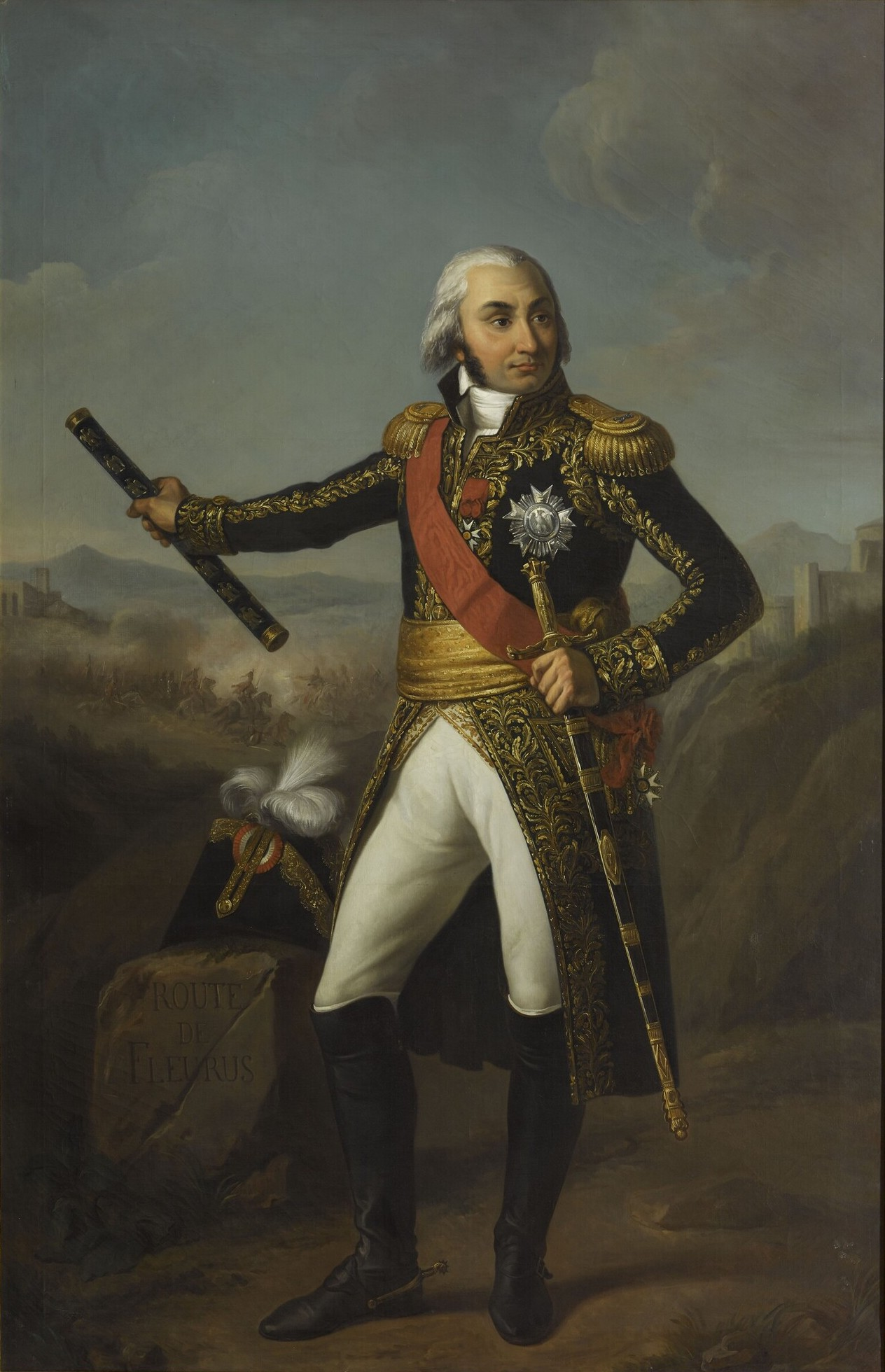
Portrait de Jean-Baptiste Jourdan par Eugène-Louis Charpentier. Exemple de maréchal d'Empire portant la grande tenue réglementaire, à l'exception des épaulettes.

L'uniforme de maréchal d'Empire est le costume militaire porté par les maréchaux du premier Empire entre 1804 et 1815. Cet uniforme s'appuie sur le règlement de l'an XII qui détermine la grande et la petite tenue. Toutefois, plusieurs maréchaux se sont écartés du règlement pour arborer des uniformes non réglementaires ou fantaisistes, le cas le plus notable étant celui de Joachim Murat.

## Caractéristiques
Dans sa forme réglementaire, il est constitué d'un bicorne noir brodé d'or, d'abord orné d'un plumet tricolore qui est plus tard garni sur les bords d'un plumet blanc. Le grand uniforme est bleu foncé à pans droits avec le collet et les parements de manches de même couleur et des broderies dorées. Une culotte blanche et des bottes à tiges fortes. Même si elles n'étaient pas réglementaires pour le grand uniforme, les maréchaux généraliseront aussi le port des épaulettes dorées à franges. Le petit habit plus simple à basques ou à pans droits, présente moins de broderies. La redingote de drap bleu foncé à deux rangs de boutons dorés, est le troisième costume réglementaire porté par les maréchaux. Par-dessus leur uniforme, les maréchaux portaient un manteau bleu à rotonde brodé d'or.

## Uniformes non réglementaires
Certains des maréchaux d'Empire ont plus ou moins pris des libertés avec le règlement, allant même jusqu'à s'en écarter totalement, Gabriel Cottreau, l'auteur des Tenues des troupes de France, remarquait : « la place faites à la fantaisie fut trop grande, heureusement pour les curieux ; notamment aucun document écrit n'est connu sur la tenue des maréchaux. »